# Condicions d'interfície per a camps
Les condicions de la interfície descriuen el comportament dels camps electromagnètics; camp elèctric, camp de desplaçament elèctric i camp magnètic a la interfície de dos materials. Les formes diferencials d'aquestes equacions requereixen que sempre hi hagi un veïnatge obert al voltant del punt al qual s'apliquen, en cas contrari els camps vectorials i H no són diferenciables. En altres paraules, el mitjà ha de ser continu [no cal que sigui continu][Aquest paràgraf s'ha de revisar, cal corregir el concepte incorrecte de "continu". A la interfície de dos mitjans diferents amb diferents valors de permitivitat elèctrica i permeabilitat magnètica, aquesta condició no s'aplica.
Tanmateix, les condicions d'interfície per als vectors de camp electromagnètic es poden derivar de les formes integrals de les equacions de Maxwell.

## Condicions d'interfície per a vectors de camp elèctric

### Intensitat del camp elèctric
{\displaystyle \mathbf {n} _{12}\times (\mathbf {E} _{2}-\mathbf {E} _{1})=\mathbf {0} }
on:
{\displaystyle \mathbf {n} _{12}} és un vector normal del mitjà 1 al mitjà 2.
Per tant, la component tangencial de E és contínua a través de la interfície.

### Camp de desplaçament elèctric
{\displaystyle (\mathbf {D} _{2}-\mathbf {D} _{1})\cdot \mathbf {n} _{12}=\sigma _{s}}
{\displaystyle \mathbf {n} _{12}} és el vector normal unitari del mitjà 1 al mitjà 2.
{\displaystyle \sigma _{s}} és la densitat de càrrega superficial entre els mitjans (només càrregues il·limitades, que no provenen de la polarització dels materials).
Això es pot deduir utilitzant la llei de Gauss i un raonament similar a l'anterior.
Per tant, el component normal de D té un pas de càrrega superficial a la superfície de la interfície. Si no hi ha càrrega superficial a la interfície, el component normal de D és continu.

## Condicions d'interfície per a vectors de camp magnètic

### Per a la densitat de flux magnètic
{\displaystyle (\mathbf {B} _{2}-\mathbf {B} _{1})\cdot \mathbf {n} _{12}=0}
on:
{\displaystyle \mathbf {n} _{12}} és un vector normal del mitjà 1 al mitjà 2.
Per tant, el component normal de B és continu a través de la interfície (el mateix en ambdós mitjans). (Els components tangencials estan en la relació de les permeabilitats).

### Per a la intensitat del camp magnètic
{\displaystyle \mathbf {n} _{12}\times (\mathbf {H} _{2}-\mathbf {H} _{1})=\mathbf {j} _{s}}
on:
{\displaystyle \mathbf {n} _{12}} és el vector normal unitari del mitjà 1 al mitjà 2.
{\displaystyle \mathbf {j} _{s}} és la densitat de corrent superficial entre els dos medis (només corrent il·limitat, que no prové de la polarització dels materials).
Per tant, la component tangencial de H és discontínua a través de la interfície en una quantitat igual a la magnitud de la densitat de corrent superficial. Els components normals de H en els dos medis estan en la proporció de les permeabilitats.

## Condicions d'entorn
Les condicions d'entorn no s'han de confondre amb les condicions de la interfície. Per als càlculs numèrics, l'espai on s'aconsegueix el càlcul del camp electromagnètic s'ha de restringir a alguns límits. Això es fa assumint condicions als límits que són físicament correctes i resolubles numèricament en temps finit. En alguns casos, les condicions de límit es tornen a una condició d'interfície simple. L'exemple més habitual i senzill és un límit totalment reflectant (paret elèctrica): el medi exterior es considera un conductor perfecte. En alguns casos, és més complicat: per exemple, els límits sense reflexió (és a dir, oberts) es simulen com a capa perfectament combinada o paret magnètica que no es reprèn a una única interfície.